# Waterloosäule

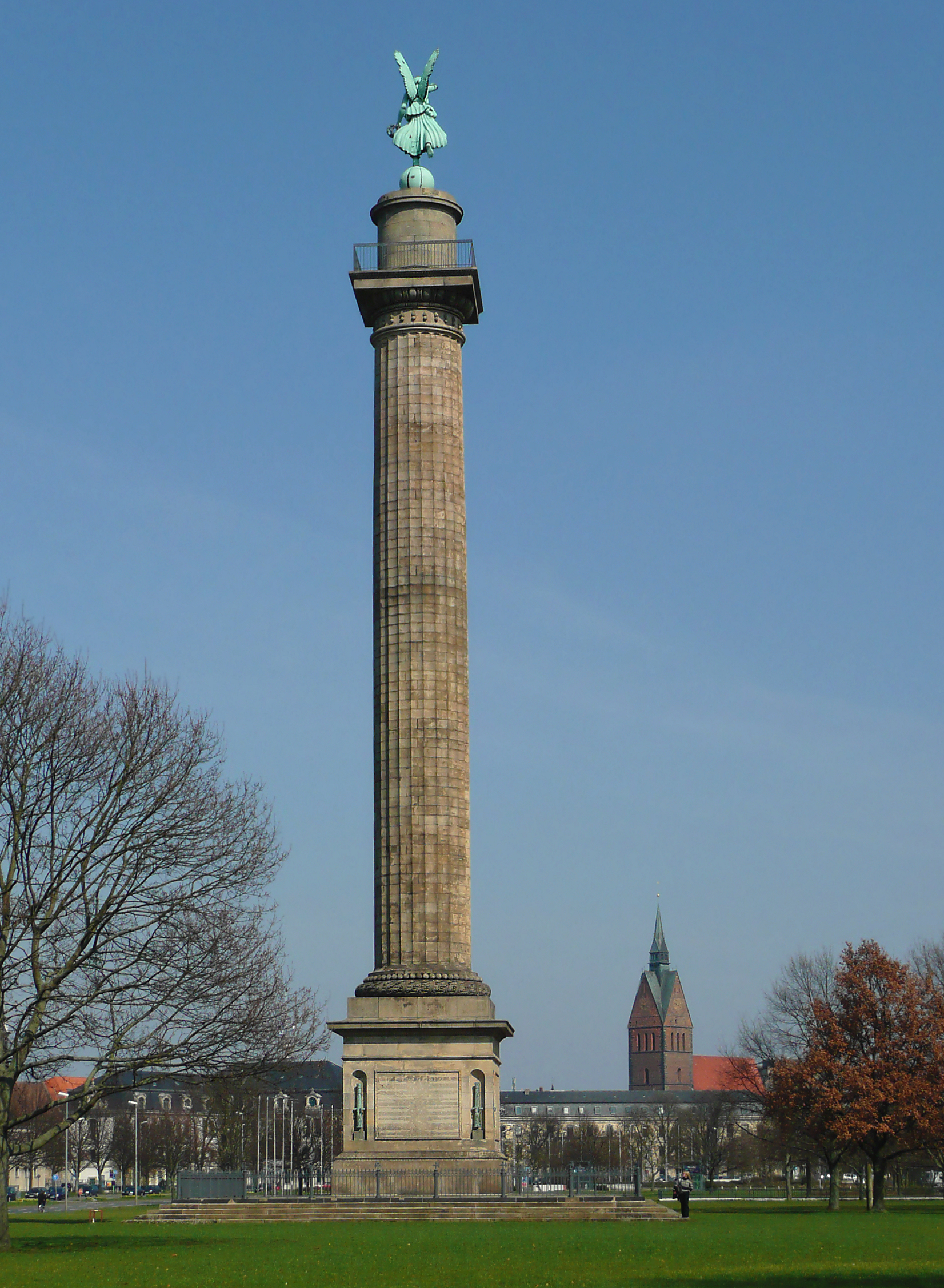
Waterloosäule auf dem Waterlooplatz, im Hintergrund das Leineschloss und die Marktkirche

Die Waterloosäule ist eine 46,31 Meter hohe Siegessäule im hannoverschen Stadtteil Calenberger Neustadt. Sie wurde auf dem Waterlooplatz in den Jahren von 1825 bis 1832 nach einem Entwurf von Georg Ludwig Friedrich Laves errichtet. Gekrönt ist sie mit einer Statue der aus der römischen Mythologie hergeleiteten Siegesgöttin Victoria. Ihr Stil ist der klassischen Antike nachempfunden und orientiert sich an der dorischen Säulenordnung.

## Beschreibung
Das Denkmal erinnert an den Sieg in der Schlacht bei Waterloo, den Großbritannien, Hannover und Preußen am 18. Juni 1815 gemeinsam gegen Napoléon I. errangen. Die Säule wurde auf Initiative von Angehörigen der ehemaligen King’s German Legion, jedoch erst nach knapp zehnjährigen, 1816 begonnenen Diskussionen und Planungen errichtet. Die Einweihung fand am 18. Juni 1832, dem Jahrestag der Niederlage Napoleons, statt.
Das Bauwerk erhebt sich über einem sechsstufigen Sockel samt würfelförmigem Unterbau mit der Widmungsinschrift: „DEN HELDEN VON WATERLOO DAS DANKBARE VATERLAND“. Namenstafeln der Gefallenen sowie erbeutete Kanonen als Trophäen ergänzen das Ensemble.

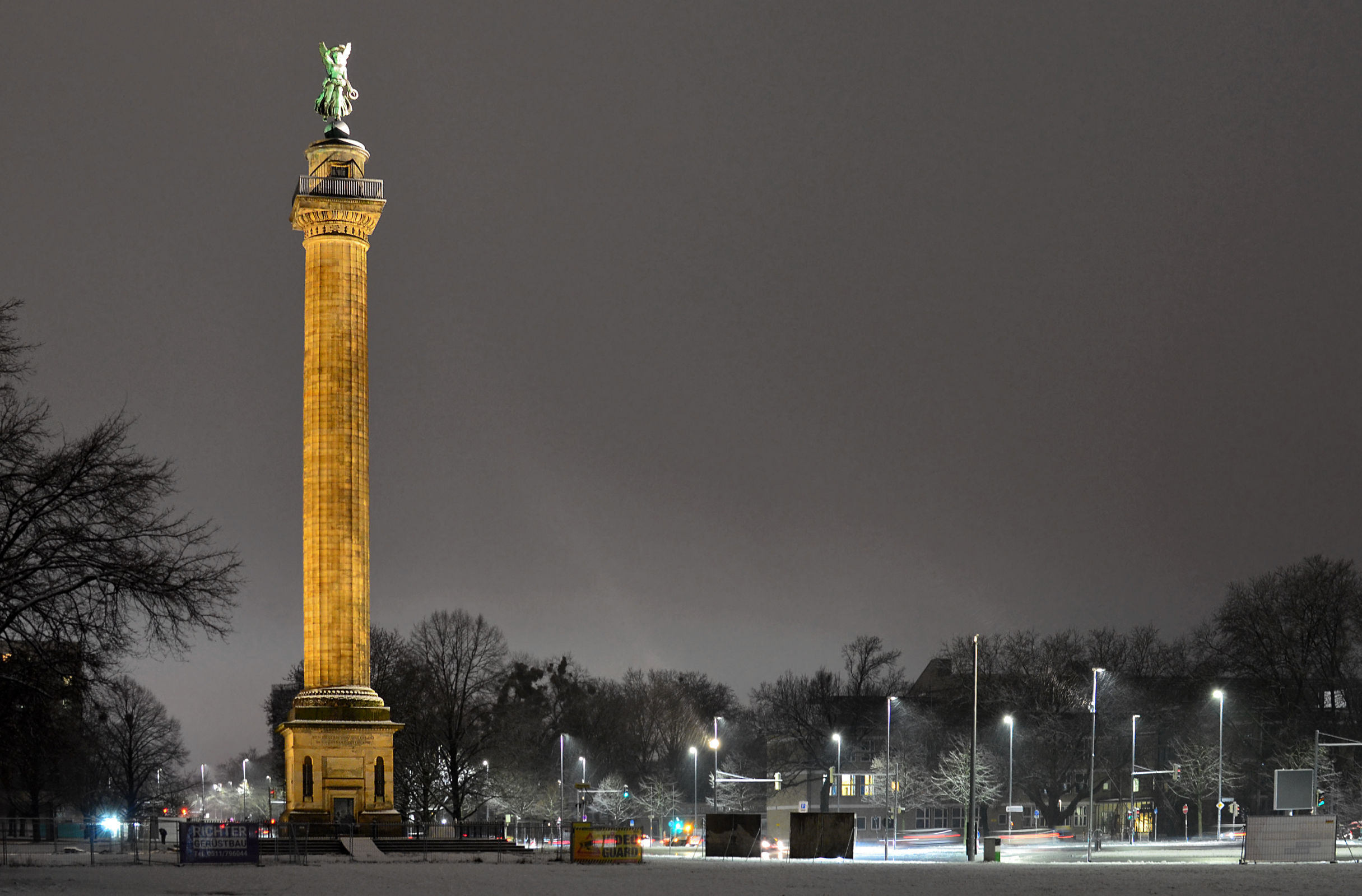
Illuminierte Säule

Durch den hohlen kannelierten Schaft mit einem Durchmesser von 3,75 Metern führt eine Wendeltreppe mit 189 Stufen bis zu der quadratischen Aussichtsplattform mit der auf einem Tambour und einer Kugel stehenden Figur der Victoria. Diese Statue wurde im Auftrage des Herzogs von Cambridge für den Preis von 200 Louis d’or unter Verwendung von zehn Zentnern Kupfer nach einem Entwurf des Bildhauers Heinrich Ludwig August Hengst von dem hannoverschen Hofspengler Conrad Beckmann (1780–1850) und seinem Sohn Franz (1811–1876) sowie verschiedener „Gehülfen“ gefertigt. Die Künstlersignatur findet sich in einer Gewandfalte nahe dem linken Fuß der Skulptur, wo auch eine gesondert angebrachte Tafel über weitere Details informiert.
Seit 2025 wird die Säule nachts illuminiert. Ab diesem Jahr findet eine Grundsanierung für 1,25 Millionen Euro statt, da eine Sanierung durch Hydrophobierung im Jahr 1985 Schäden am Sandstein hinterlassen hat. Wegen Windböen durfte das Gerüst aus statischen Gründen nicht an der Säule befestigt werden.

Entwurfsskizze um 1835 mit Schnitten durch das Bauwerk
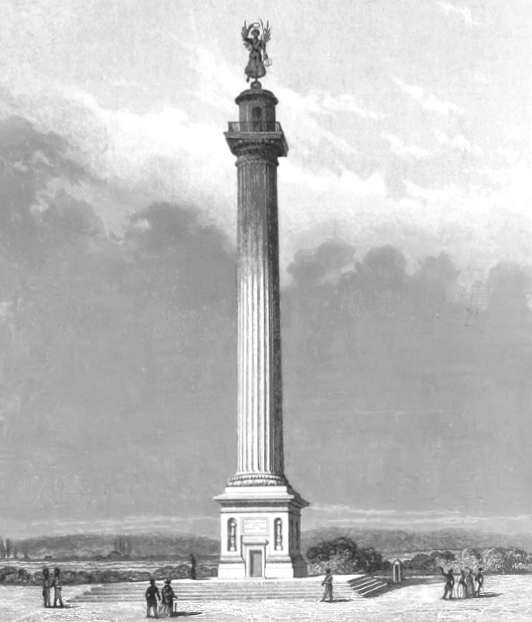
Waterloosäule um 1850
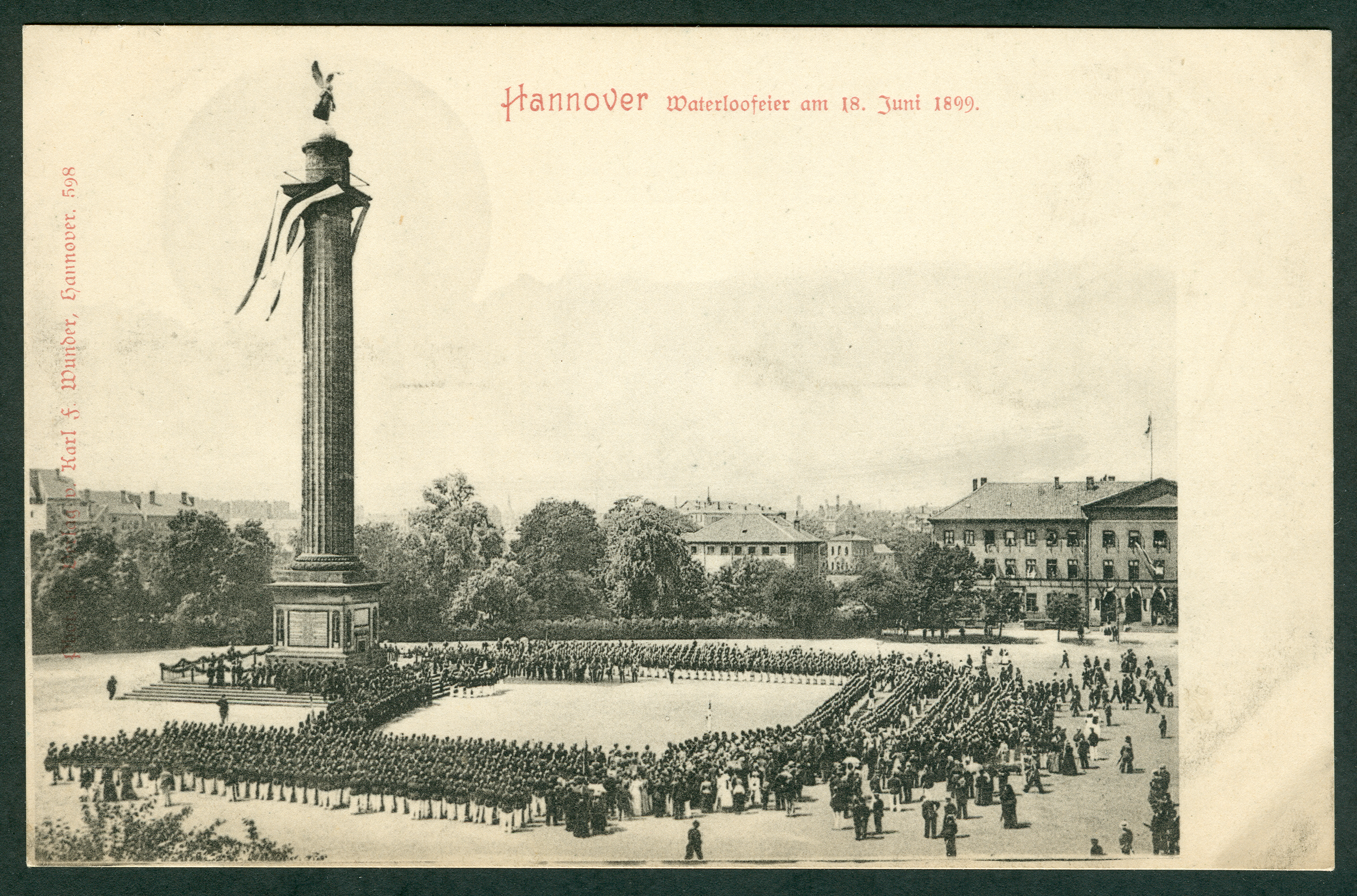
Waterloofeier 1899
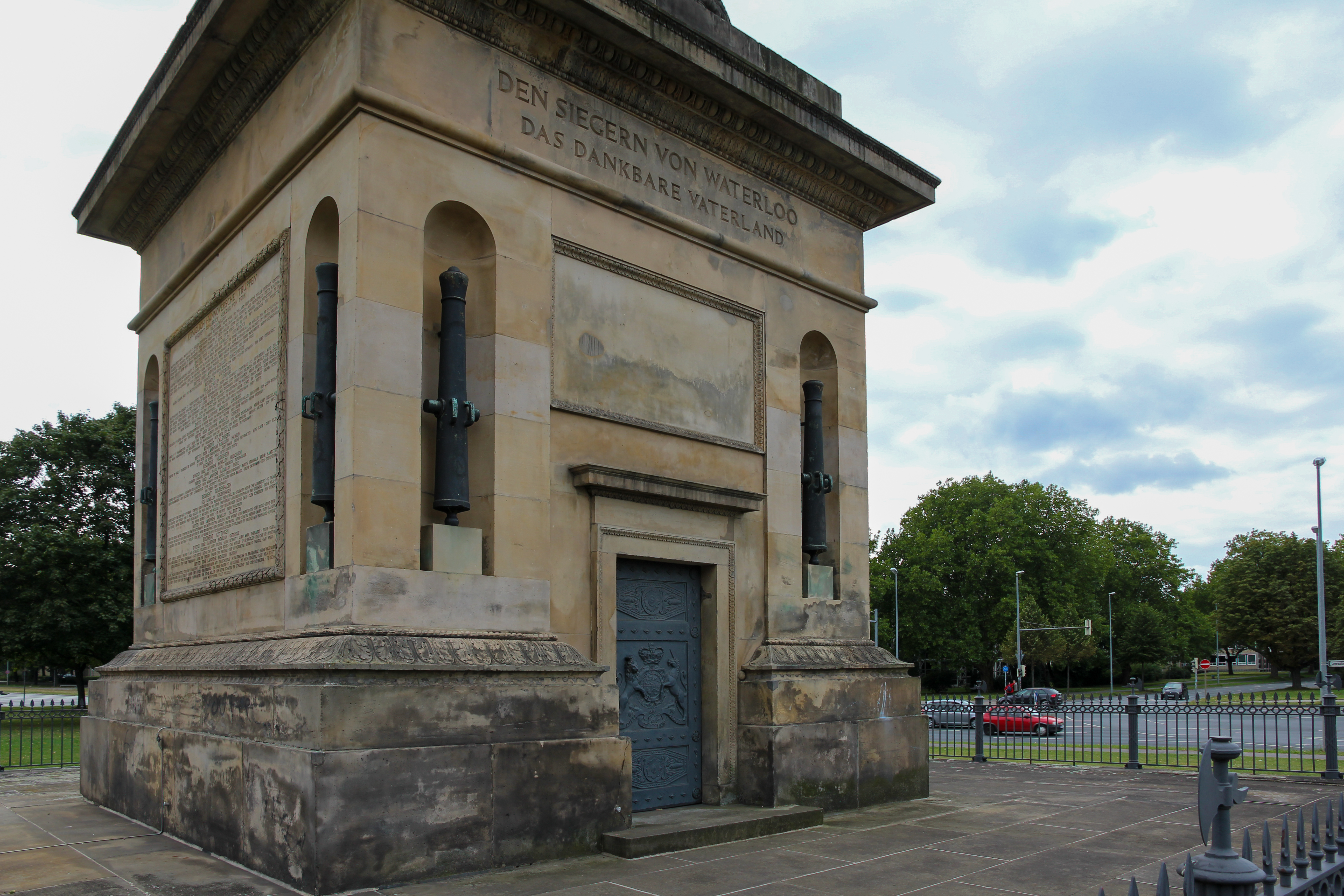
Turmschaft mit erbeuteten Kanonen und Aufschrift „Den Siegern von Waterloo. Das dankbare Vaterland“
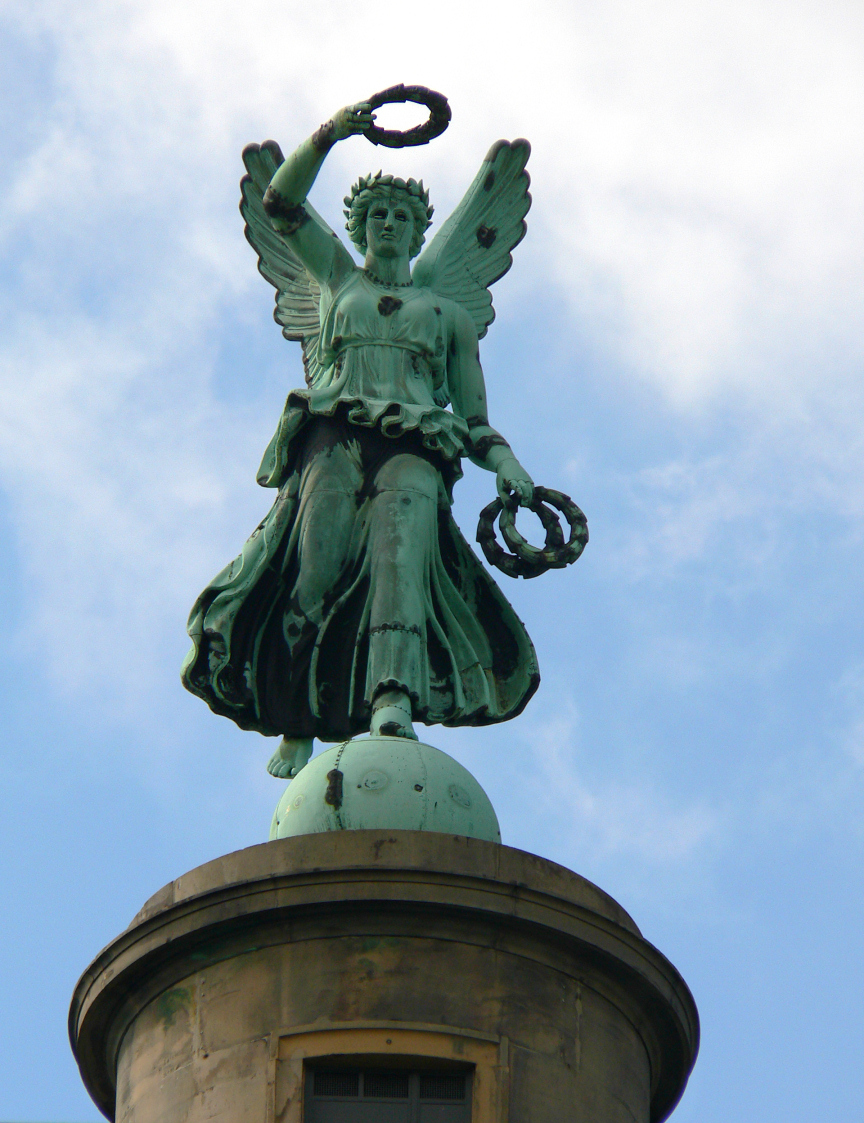
Victoria auf der Waterloosäule

## Besteigungen
Bis in die 1990er Jahre ermöglichte der Verkehrsverein (heute Freundeskreis Hannover), dass die Plattform am Kopf der Säule bestiegen werden konnte, jedoch nur an Sonn- und Feiertagen und nur bei gutem Wetter. Der Aufstieg kostete einen Groschen. Seitdem war sie nicht mehr öffentlich zugänglich. Die Tageszeitung Hannoversche Allgemeine Zeitung (HAZ) ermöglichte bis 2011 vier Jahre lang jeweils im Dezember einigen Lesern den Aufstieg im Rahmen der Aktion „Adventstürchen“. Zum Tag des offenen Denkmals am 8. September 2013 war die Säule auf Initiative der HAZ hin erstmals wieder öffentlich zugänglich. Wegen des starken Interesses öffnen ab 2014 die HAZ und die Baudenkmalstiftung Hannover als Teil der Deutschen Stiftung Denkmalschutz mit Unterstützung der Stadt Hannover viermal jährlich die Säule für kostenlose Besteigungen, unter anderem am Tag des offenen Denkmals. Die Hannover Marketing & Tourismus GmbH bot von 2017 bis 2019 öffentliche Besteigungen der Waterloosäule an, zunächst an bestimmten Terminen während der Schulferien in Niedersachsen.

## Sonstiges

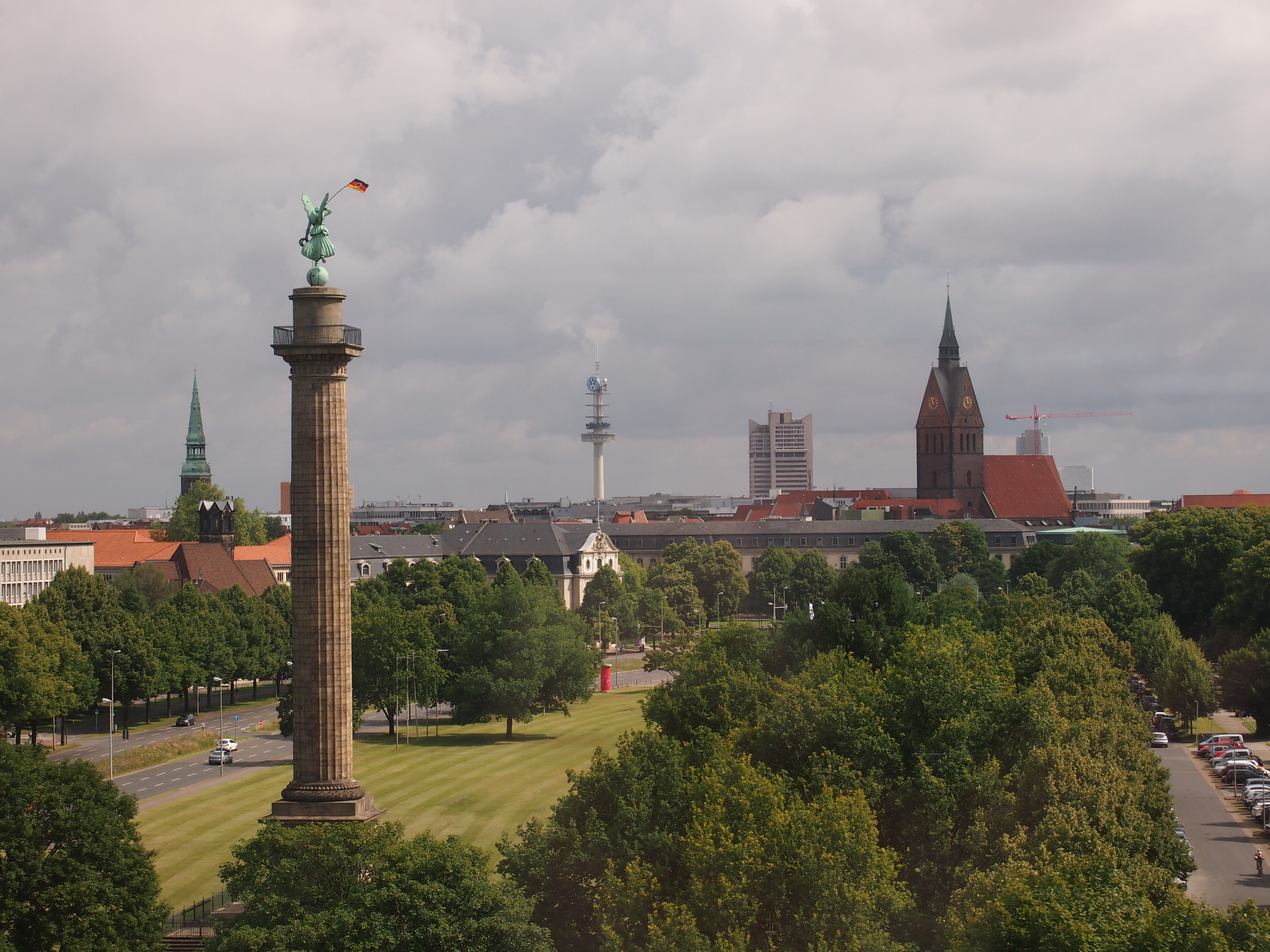
Waterlooplatz mit Waterloosäule und Deutschlandflagge an der Victoria, 2014

Anlässlich ihres ersten Staatsbesuchs der Bundesrepublik im Mai 1965 beabsichtigte Königin Elisabeth II. an der Waterloosäule einen Kranz für die King’s German Legion niederzulegen, was ihr jedoch die damalige Bundesregierung unter Ludwig Erhard aus Rücksicht auf die politischen Beziehungen zu Frankreich versagte.
Während der Fußball-Weltmeisterschaft 2014 in Brasilien brachten Unbekannte eine große Deutschlandflagge an der Victoria-Statue an. Offenbar war die schwere Stahltür zuvor nach einer Führung nicht ordnungsgemäß verschlossen gewesen.